# Ligne Curzon
Pour les articles homonymes, voir Curzon (homonymie).
 (juin 2019).

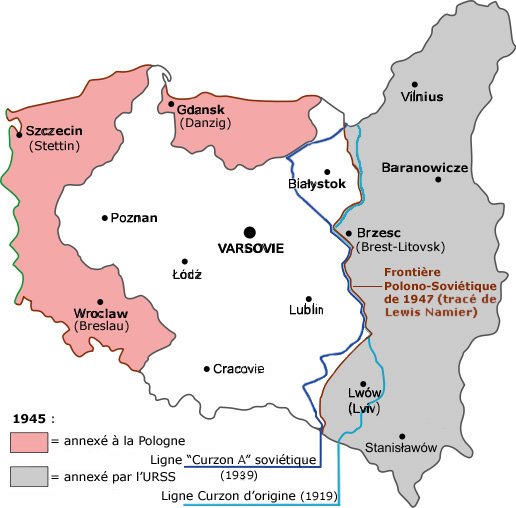
Ligne Curzon en 1919-1920 et en 1945.

La ligne Curzon est une ligne de démarcation proposée pendant la guerre russo-polonaise de 1919-1920 par le ministre des Affaires étrangères britannique, Lord Curzon, comme une ligne d'armistice possible entre la Pologne à l'ouest et la Russie soviétique à l'est. Au nord, la ligne Curzon correspond approximativement à la frontière établie entre la Prusse et l'Empire russe après le troisième partage de la Pologne en 1795, qui était la dernière frontière reconnue par le Royaume-Uni. En revanche, au sud, elle partage en deux la Galicie, attribuée en 1772 à l'Autriche et qui était à majorité polonaise dans la moitié occidentale et à Lwów, et à majorité ukrainienne dans sa moitié orientale.
Ce tracé tenait compte des arguments des deux belligérants dans la « controverse de Lwów » qui portait sur :
1. le premier partage de la Pologne de 1772 entre la Russie, la Prusse et l'empire d'Autriche, la Galicie (région dont Lwów/Lemberg est la capitale), étant attribuée à l'Autriche, à laquelle elle resta attachée jusqu'en 1918. Cette province ne fut donc jamais intégrée à l'Empire russe ;
2. les territoires en litige (kresy : Souvalkie, Vilenskie, Srodkolithuanie, Polésie, Volhynie, Galicie orientale, Pocoutie) habités par une population multiethnique de Polonais, de Lituaniens, de Biélorusses, de Juifs, de Gorales, d'Ukrainiens et de Houtsoules ;
3. culturellement, Lwów était une ville anciennement habitée par une population polonaise, juive ashkénaze et allemande au milieu de campagnes dominées par l'élément ukrainien ;
4. historiquement, Lwów est aussi la ville d'origine de la renaissance culturelle ukrainienne et la capitale de la république populaire d'Ukraine occidentale.

## Histoire

### Généralités
Ce plan Curzon ne fut pas accepté par la nouvelle Russie soviétique et ne joua donc aucun rôle dans la fixation de la frontière en 1921, consécutive aux victoires militaires polonaises. Finalement, le traité de paix de Riga (1921) laissa à la Pologne la totalité de la Galicie et près de 135 000 km2 de territoire à l'est de la ligne : la frontière passait à environ 200 km à l'est de la ligne Curzon.
En revanche, cette ligne fut invoquée par Staline lors du pacte Hitler-Staline de 1939, puis dans ses négociations avec les Alliés en 1943-1945, pour légitimer ses annexions au détriment de la Pologne. De plus, le dictateur soviétique se référa à une variante plus occidentale de la ligne, la « ligne Botha » qui enlevait Lwów à la Pologne, et que la propagande soviétique nomma, dans des milliers de documents et de cartes, « ligne Curzon » ou « ligne Curzon A », tandis que le tracé Curzon de 1919, laissant Lwów à la Pologne, apparaissait (et apparaît toujours dans de nombreuses sources) sous le nom de « ligne Curzon B ». En 1939, la ligne de démarcation entre les zones d'occupation allemande et soviétique à la suite de la défaite polonaise (4e partage), suivait le tracé Curzon dans sa partie centrale (frontière du Bug), mais s'en écartait de façon importante en faveur de l'URSS au nord dans la région de Białystok et au sud en Galicie centrale autour de Lwów. 
Il existe donc depuis 1939 deux versions de la ligne Curzon : la version « B » initiale de 1920 et la version « A » des Soviétiques. C'est la version « A » qui fut utilisée en 1945 à Yalta comme base du tracé définitif de la frontière entre la Pologne et l'URSS. Dans ses discussions avec les Alliés, Staline soutint qu'il ne pouvait demander moins pour l'Union soviétique que ce que Lord Curzon avait voulu lui accorder en 1919. En définitive, il n'obtint pas la région de Bialystok, mais reçut la Galicie orientale avec Lwów, appelée depuis Ukraine occidentale. Des expulsions collectives de Polonais s'ensuivirent, concernant plus d'un million de personnes.

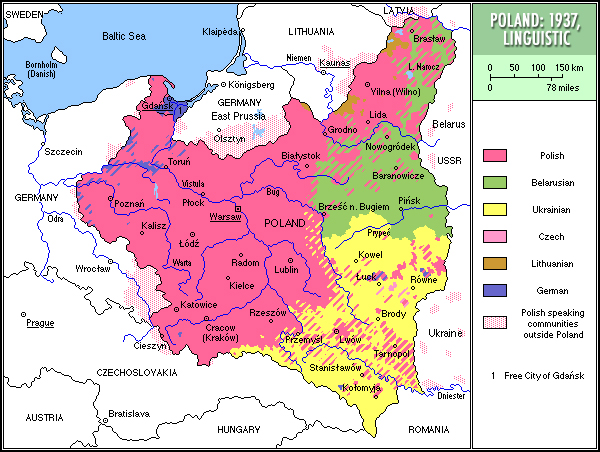
Les langues parlées en Pologne en 1937, avant les déplacements de populations de la Seconde Guerre mondiale et ses suites.

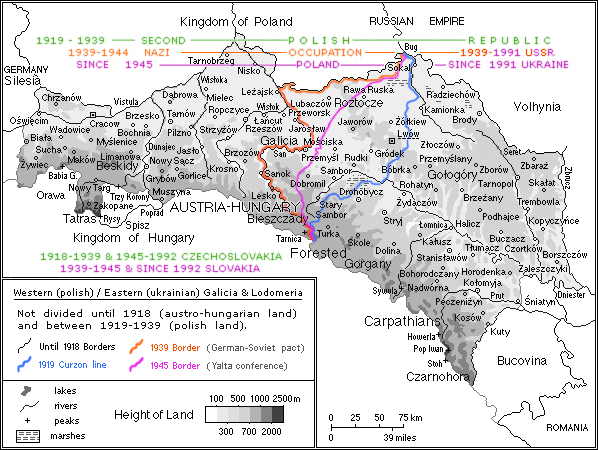
En bleu, la « ligne Curzon » de 1919 en Galicie.

### Origines de la ligne Curzon
À la fin de la Première Guerre mondiale, les Alliés convinrent de la reconstitution d'un État polonais indépendant sur des territoires appartenant depuis les partages de la Pologne à la fin du XVIIIe siècle aux empires russe, austro-hongrois et allemand. Le traité de Versailles en 1919 précisa que la frontière orientale de la Pologne serait « déterminée ultérieurement ». Depuis Lwów, les Ukrainiens revendiquaient la création d'un État ukrainien au nom du « droit des peuples à disposer d'eux-mêmes ». La ligne Curzon joua beaucoup dans les discussions sur la frontière soviétique de l'ouest au cours des négociations du protocole secret du Pacte germano-soviétique en 1939, puis des conférences de paix de Téhéran en 1943 et de Yalta en 1945, où les Soviétiques tracèrent plus à l'ouest une seconde ligne qu'ils appelèrent « ligne Curzon B ».
Avec l'effondrement de l’Empire russe et la guerre civile qui avait suivi la révolution russe de 1917, il n'y avait aucun gouvernement russe reconnu avec qui l'on puisse négocier la frontière orientale de la Pologne. Pourtant, un des premiers actes du nouveau gouvernement russe devait être la dénonciation publique des traités qui avaient partagé la Pologne. Juridiquement, cela remettait la Pologne en possession des territoires qu'elle détenait en 1772, avant les partages, et rejoignait la politique polonaise de Józef Piłsudski dans sa vision d'une Fédération d'entre les mers (« Fédération Międzymorze »), conduite par la Pologne englobant la Lituanie, l'Ukraine et d'autres régions d'Europe centrale et de l'Europe de l'Est émergeant des ruines des empires défaits de la Première Guerre mondiale, et recréant plus ou moins la république des Deux Nations. Par ailleurs, le régime bolchevique de Russie voulut porter la révolution socialiste au cœur de l'Europe et particulièrement en Allemagne. Dans de telles circonstances, la guerre avec la Pologne était inévitable et les hostilités éclatèrent en 1919.
En décembre 1919, les puissances alliées firent la déclaration suivante : 

« Les principales puissances alliées et associées, reconnaissant qu'il est important de mettre fin dès que possible aux conditions d'incertitude politique dans laquelle la nation polonaise est placée actuellement, et sans préjuger les décisions qui doivent dans l'avenir préciser les frontières orientales de la Pologne, déclarent par la présente qu'ils reconnaissent le droit du gouvernement polonais, selon les conditions auparavant définies par le traité avec la Pologne du 28 juin 1919, à organiser une administration régulière des territoires de l'ancien Empire russe situé à l'ouest de la ligne ci-dessous décrite. Les droits que la Pologne peut être capable d'établir sur les territoires situés à l'est de ladite ligne sont expressément réservés. »

En mai 1920, pendant la guerre soviéto-polonaise de 1919-1921, les Bolcheviks prirent l'avantage et pénétrèrent en Pologne ; en juillet, les Polonais demandèrent aux Alliés d'intervenir. La France envoya la mission Faury dont le capitaine Charles de Gaulle fut membre. Le 11 juillet, lord Curzon of Kedleston proposa au gouvernement soviétique un cessez-le-feu le long de la ligne qu'il avait suggéré l'année précédente. Les Soviétiques, croyant faire rapidement la décision, rejetèrent la proposition et les combats continuèrent. Mais en août, les Soviétiques furent vaincus aux portes de Varsovie et forcés à se retirer. Par la Paix de Riga, conclue le 18 mars 1921, ils durent concéder une frontière bien plus à l'est que la ligne Curzon, laissant à la Pologne aussi bien Lwów que Wilno (aujourd'hui Vilnius). La région autour de Wilno resta quelque temps indépendante, sous le nom de Lituanie centrale, à l'initiative d'un général polonais rebelle (octobre 1920). Mais, en février 1922, au vœu de 65 % des votants, un référendum la rattacha à la Pologne. La frontière polono-soviétique fut reconnue par la Société des Nations en 1923 et confirmée par divers accords entre la Pologne et l'URSS.

### Seconde Guerre mondiale

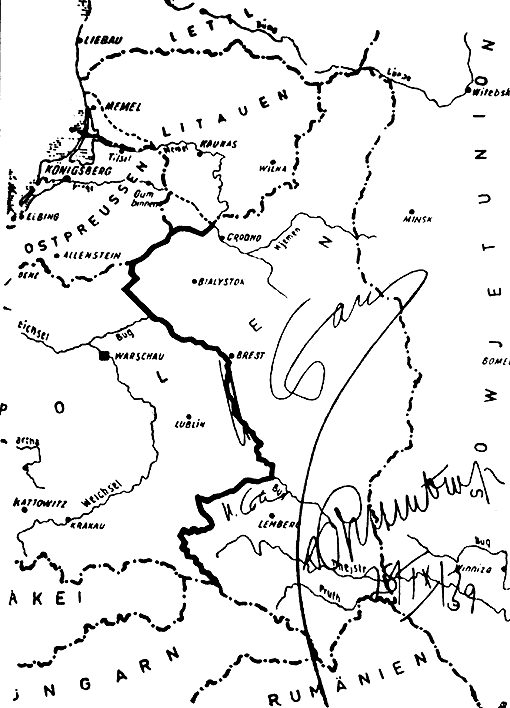
Le 28 septembre 1939, Staline et Ribbentrop paraphent cette carte en application des accords secrets du Pacte germano-soviétique. La Pologne vaincue, cette carte précise la nouvelle frontière entre l'URSS et le Troisième Reich.

Le Pacte germano-soviétique d'août 1939 prévoyait la partition de la Pologne le long d'une ligne passant par le San, la Vistule et le Narew. En septembre, après l'écrasement de la Pologne, l'Union soviétique annexa tous les territoires à l'est de la ligne Curzon, plus Białystok et Lwów, territoires qui furent incorporés aux républiques socialistes soviétiques de Biélorussie et d'Ukraine après de pseudo-référendums. Dès lors, la propagande d'État de l'URSS ainsi que les sources pro-soviétiques n'eurent de cesse de répéter que la nouvelle frontière soviétique correspondait au tracé de la ligne Curzon. Pour mieux étayer ce point de vue, des centaines de milliers de Polonais et des Juifs en nombre moindre furent déportés vers l'est en Union soviétique (Kazakhstan, Sibérie,  Birobidjan). En juillet 1941 ces territoires furent occupés par l'Allemagne à la suite de l’invasion de l'Union soviétique. Pendant l'occupation allemande, la plus grande partie de la population juive fut exterminée.
En 1944, l'Armée rouge reprit la Pologne orientale aux Allemands. Unilatéralement, l'URSS déclara que la frontière soviétique de 1939 serait la nouvelle frontière entre l'Union soviétique et la Pologne. Le gouvernement polonais en exil à Londres dénonça vigoureusement cette reconduction du pacte Hitler-Staline et, aux conférences de Téhéran et de Yalta entre Staline et les Alliés occidentaux, Roosevelt et surtout Churchill demandèrent à Staline de revoir ses positions : le « généralissime » soviétique renonça à Białystok mais se montra inflexible sur Lwów. 

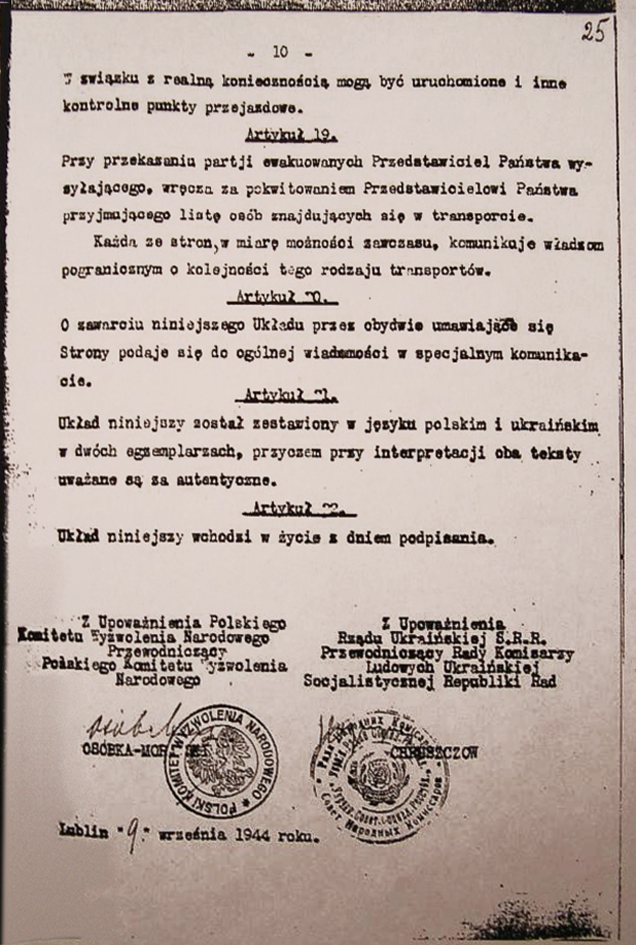
Dernière page de l'accord d'échange de population entre la Pologne et l'Ukraine conclu le 9 septembre 1944.

Le 9 septembre 1944, Edward Osóbka-Morawski, représentant le Comité polonais de Libération nationale (PKWN), et Nikita Khrouchtchev, représentant la république socialiste soviétique d'Ukraine (RSS d'Ukraine), signèrent un accord permettant l'échange d'un demi million d'Ukrainiens et d'environ 1,1 million de Polonais de part et d'autre de la nouvelle frontière. La ligne « Curzon » modifiée par les Soviétiques à leur avantage devint ainsi la frontière orientale définitive de la Pologne et fut reconnue par les Alliés occidentaux en juillet 1945, puis au traité de paix de Paris de 1947.
Quand l'Union soviétique cessa d'exister en 1991, la frontière orientale de la Pologne reconnue en 1947 devint sa frontière avec la Lituanie, la Biélorussie et l'Ukraine.

## Sources
1. ↑  Les relations polono-ukrainiennes depuis la Seconde Guerre mondiale, Persée et Catherine Gousseff, Échanger les peuples: Le déplacement des minorités aux confins polono-soviétiques, 1944-1947, Fayard, 2015 (ISBN 978-2-213-67189-5) et Moshe Lewin, (en) Stalinism and Nazism : Dictatorships in Comparison, Cambridge University Press, 1997, avec Ian Kershaw et al. : Staline aurait déclaré cela en 1922, alors qu'il dirigeait l'Orgburo.